# Nimes
|  | Per a altres significats, vegeu «Nîmes». |

Nimes (Nimes en occità modern, Nemze en occità antic i Nîmes en francès) és un municipi francès, situat al departament del Gard i a la regió d'Occitània. L'any 2013 tenia 150.000 habitants. Els seus habitants s'anomenen nimesencs en occità i Nîmois en francès.

## Història

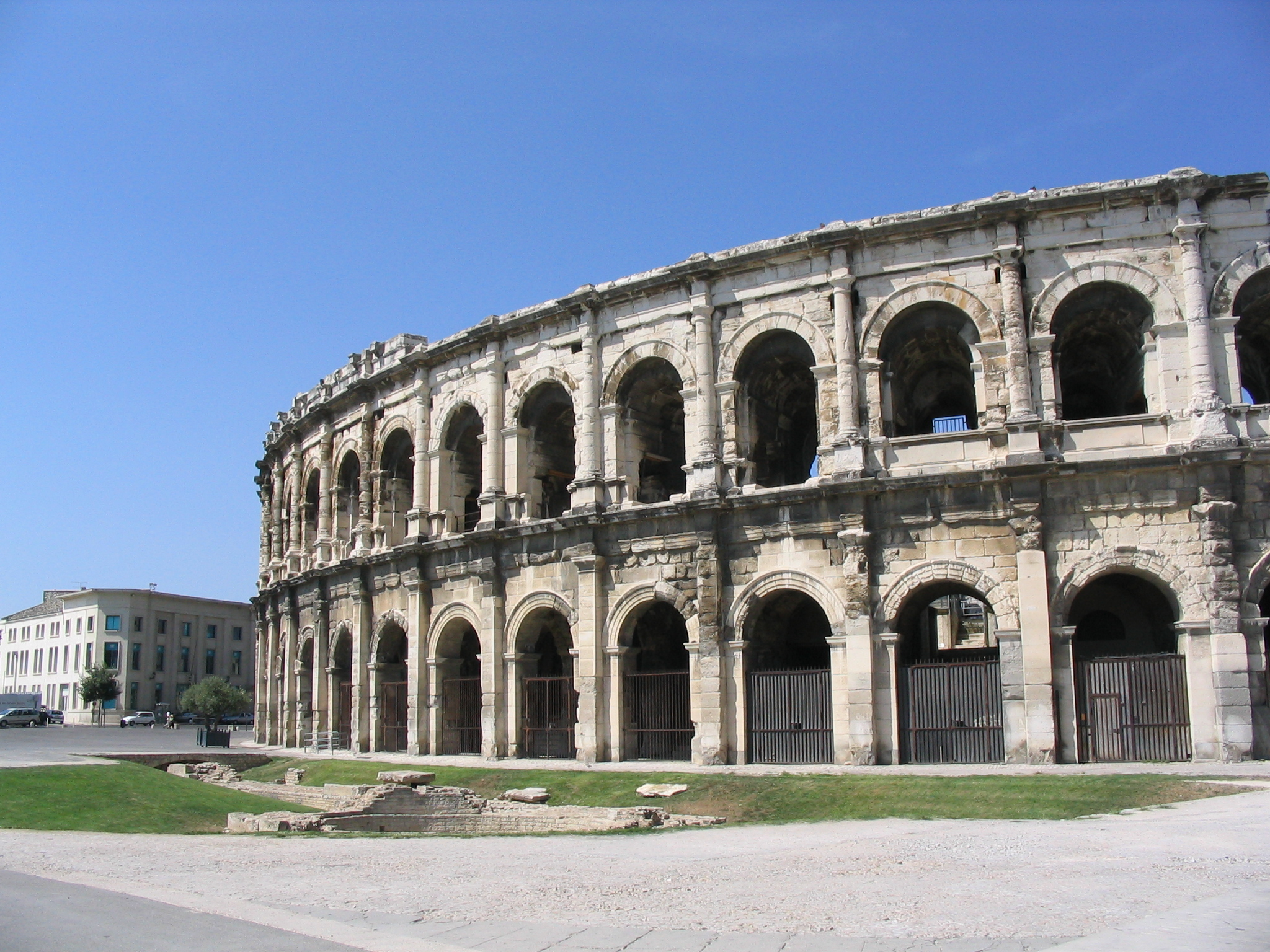
L'amfiteatre

Fou un emplaçament de la tribu dels volques arecòmics amb el nom de Nemausus, i entre el 120 i el 117 aC, el procònsol Domitius Aenobarbus, la va incorporar per assegurar el camí cap Hispània i va construir la via Domiciana (Via Domitia) fundant Narbona, capital de la Gàl·lia Transalpina (després Gàl·lia Narbonesa (27 aC). Nimes fou colònia romana. Al segle ii va substituir a Narbona com a cap de la província de la Gàl·lia Narbonesa. El 462 va passar als visigots. Un bisbat apareix el segle v. Conquerida pels àrabs als visigots el 719, després del setge de Narbona (737) fou atacada per Carles Martell però només foren cremades les portes i l'antic amfiteatre romà (les Arenes) que aleshores servia de fortalesa i que fou poc afectat doncs encara subsisteix pràcticament sencer.
El 754 va passar als carolingis i fou seu d'un comtat, que va ser vinculat a Septimània. El 872 Nimes va passar al comte de Tolosa. Els vescomtes apareixen al segle ix i van entroncar ràpidament amb la casa vescomtal d'Albi que era feudatària de Tolosa però com tots els feus el vassallatge era força nominal. El 1185 però els vescomtes van reconèixer la sobirania feudal de Tolosa. Nimes va ser ocupada pels croats de Simó de Montfort el 1215 però se'n va sostreure i va tornar als vescomtes de la dinastia Trencavell el 1224, fins al 1226 en què les tropes reials la van recuperar i Lluís XI de França hi fou coronat. El 1271 fou incorporada a la corona. La matança de catòlics de Nimes el 1567 va ser el detonant de la segona guerra de religió a França. L'any 1988 va ser afectada per unes catastròfiques inundacions

## Política i administració
La ciutat està governada per un consell municipal composta per 53 membres elegits cada sis anys. L'alcalde és Jean-Paul Fournier, d'Els Republicans, des del 2001.
Administrativament és cap del Districte de Nimes i inclou sis cantons; Cantó de Nimes-1; Cantó de Nimes-2; Cantó de Nimes-3, etc.

## Economia
Nimes és un centre agrícola i industrial especialitzat en productes tèxtils, químics, alimentaris, elaboració de conyac, de calçat i de maquinària.

## Llocs d'interès

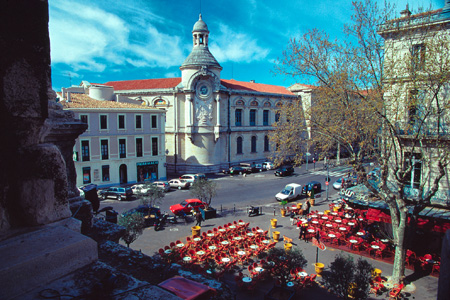
Boulevard Victor Hugo

- L'amfiteatre (anomenat Les arènes), del segle i, molt ben conservat, on encara es fan espectacles[3]
- La Maison Carrée, exemple arquetípic de temple romà, Possiblement el temple més ben conservat de tot el món romà.
- Els jardins de la Font, projectats al segle xviii per posar en valor diverses restes d'època romana com El temple de Diana
- La Torre Magna (en occità Torre Manha), situada dalt d'un turó a sobre els jardins de la Font. Era la torre principal de la muralla romana de la ciutat. Es conserven també restes de les portes de la muralla romana.
- El Castellum, restes de la torre d'aigües de l'època romana.
- Catedral catòlica de Nostra Senyora i Sant Castor. Hi destaquen la capella barroca del Rosari (1669) i el fris romànic de la façana. També s'hi troba un sarcòfag paleocristià
- El mercat de Nimes.
- L'antic teatre Odéon
- La monumental esplanada Charles de Gaulle i la moderna Plaça d'Assas
- Diverses cases i palauets del nucli antic, com la casa de la Rue de la Madeleine amb escultures romàniques a la façana o la casa presbiteral renaixentista del carrer de sant Castor[4]
- Entre els museus es troben el Museu del vell Nimes (d'història i tradicions locals), el Museu de Belles Arts, un museu d'història natural i un dedicat a la tauromàquia. El Carré d'Art acull el museu d'art contemporani i també la biblioteca, l'audioteca i la mediateca. En el decurs de l'any 2018 és prevista l'obertura del Museu de la Romanitat en un edifici de nova planta dels arquitectes Elizabeth i Christian de Portzamparc.
- A destacar així mateix les obres de diversos arquitectes contemporanis, sobretot el Carré d'Art, obra de Norman Foster (1984-1993),[5] situat davant de la Maison Carrée, com també l'edifici d'habitatges Nemausus, projectat per Jean Nouvel (1987)[6]
- Prop de Nimes es troba el El pont del Gard, impressionant aqüeducte romà, declarat Patrimoni Mundial de la Unesco. El Pont del Gard éra un tram del canal de subministrament d'aigua a la ciutat romana de Nimes,[7]

## Fills i filles il·lustres de la ciutat
- Sant Baldiri de Nimes, del segle iv.
- Honest de NImes
- Càstor d'Ate
- Jean Nicot (1530–1604), ambaixador.
- Jean-François Séguier (1703–1784), epigrafista i botànic.
- Charles-Joseph Natoire (1700–1777), pintor.
- François Guizot (1787–1874), polític i historiador.
- Alphonse Daudet (1840–1897), escriptor.
- Joan Rebolh (1796–1864), poeta occità
- Loïs Romieu (1829–1894), poeta occità
- Robèrt Lafont (1923–2009), escriptor i polític occità.
- Manuel Amorós (1962), jugador de futbol.
- Yannick Agnel (1992), nedador.
- Jean Carrière (1928-2005), escriptor. Premi Goncourt de 1972.